# Villarrica (Paragvaj)
Villarrica je grad u Paragvaju.

## Zemljopis
Villarrica se nalazi u središnjem dijelu južnog Paragvaja. Središte je i najveći grad okruga Guairá. U blizini grada nalazi se Ybytyruzu brda koja su dio masiva Caaguazú.

## Povijest
Grad je osnovao Ruy Díaz de Melgarejo 14. svibnja 1570. godine.  Melgarejo je s 40 muškaraca i 53 konja krenuo prema istoku, gdje je očekivao pronaći rudnike zlata i srebra. U narednim godinama grad je sedam puta mijenjao svoju lokaciju. Nakon godina traženja pogodne lokacije za grad, doseljenicu su našli plodnu zemlju u blizini Ybyturuzúa, pa su zatražili odobrenje guvernera da presele grad na to mjesto. Dana 25. svibnja 1682., on je dao dozvolu da se grad utvrdi u Ybyturuzú, samo ako kralj odobri, što je on učinio 14. svibnja 1701. čime je definitovno osnovana Villarrica.

## Stanovništvo
Prema podacima iz 2002. godine u gradu živi 55.200 stanovnika, dok je prosječna gustoća naseljenosti 223,4 stan./km². Od ukupnog stanovništva, 26.850 su muškarci, a 28.150 žene. Postoji 17.501 stambeni prostor, 70% stanovništva živi u urbanom području.

## Vanjske poveznice
- Službena stranica  Arhivirana inačica izvorne stranice od 18. veljače 2021. (Wayback Machine)